# جریان گرم شرق کره

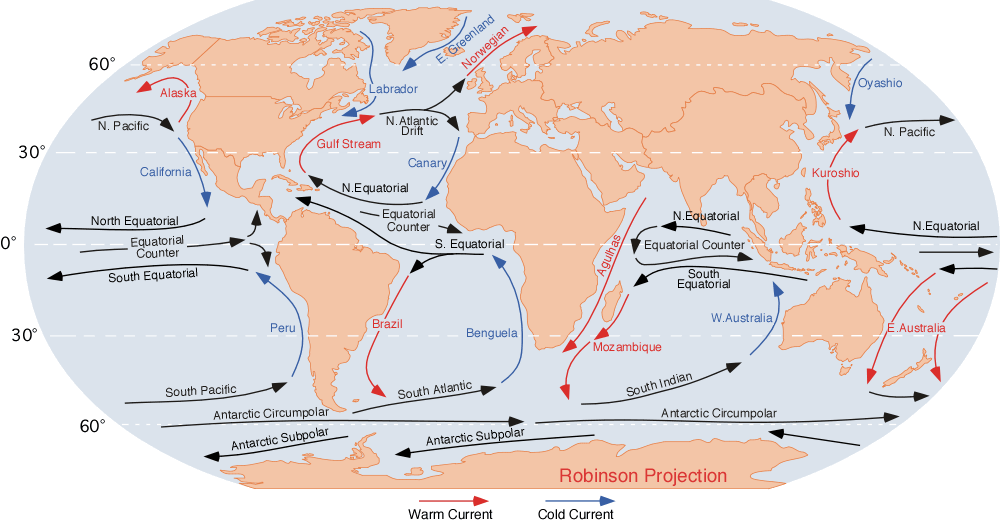
جریان گرم شرق کره

جریان گرم شرق کره (انگلیسی: East Korea Warm Current) یک جریان اقیانوسی گرم در دریای ژاپن است که در انتهای شرقی تنگه کره از جریان کوروشیو منشعب شده و در امتداد ساحل جنوب شرقی شبه‌جزیره کره به سمت شمال گردش می‌کند. این جریان میان مدارهای ۳۶ تا ۳۸ درجه با جریان سرد شمال کره روبه‌رو شده به سمت جنوب شرق و دریای آزاد تغییر جهت می‌دهد. مرز میان این دو جریان در طول سال نوسان داشته و باعث ایجاد گرداب‌های بزرگ می‌شود. جریان گرم شرق کره با گردش به سمت شمال‌شرق به جریان تسوشیما می‌پیوندد.